# Plantaciones Cornell

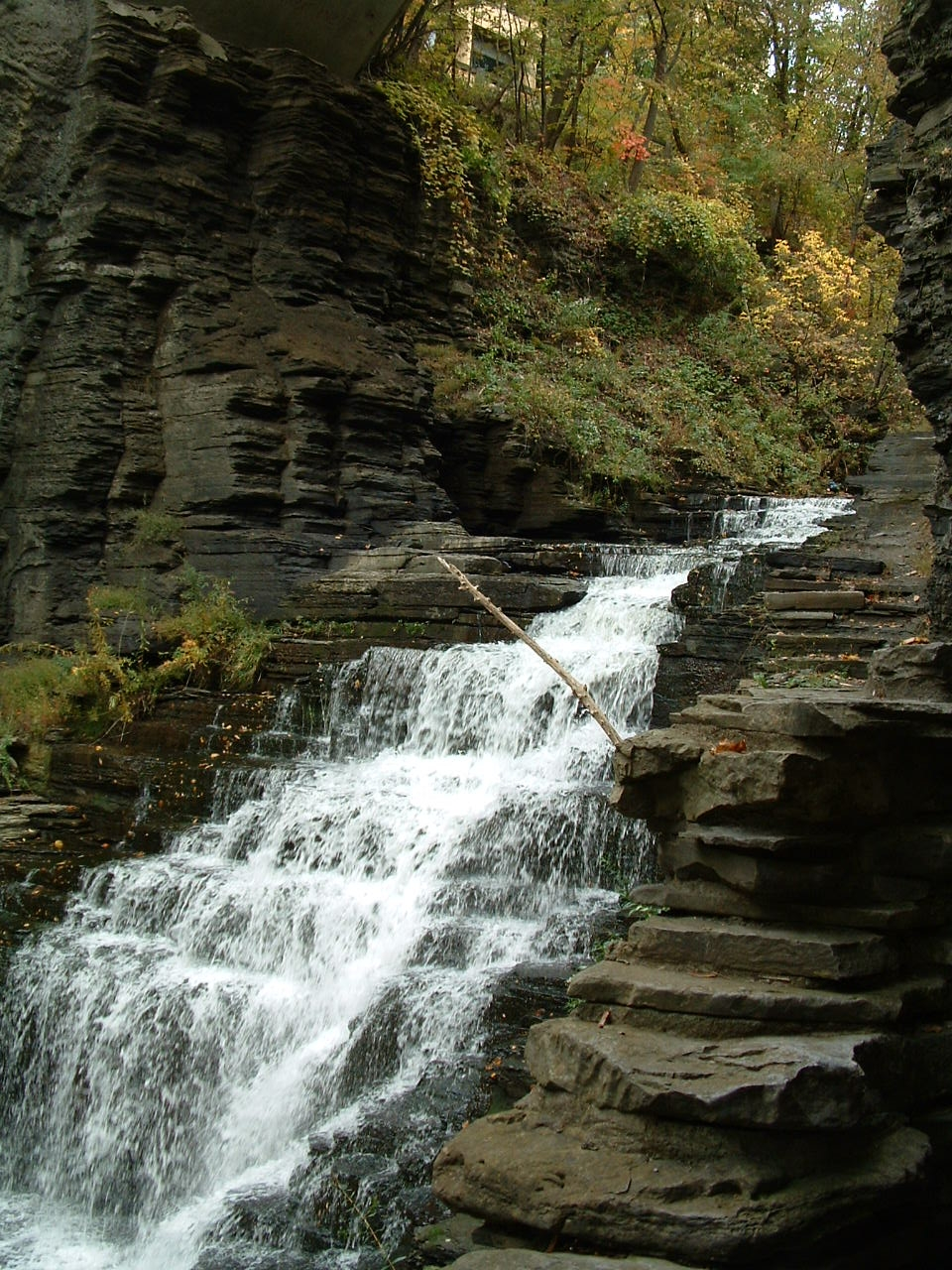
Garganta de la Cascadilla, que se encuentra en la zona sur del campus de la Universidad de Cornell.

Las Plantaciones Cornell en inglés: Cornell Plantations es un jardín botánico de 80 hectáreas (200 acres) de extensión, incluyendo el F.R. Newman Arboretum.
Se ubica localizado adyacente al campus de la Universidad de Cornell, Ithaca (Nueva York). 
Se encuentra encuadrado en el North American Plant Collections Consortium, gracias a su colección de Aceres con 98 taxones. 
Su código de reconocimiento internacional como institución botánica (en el Botanical Gardens Conservation International BGCI), así como las siglas de su herbario es BH.

## Localización
Cornell Plantations, One Plantations Road, Ithaca, New York NY 14850 Unites States of America-Estados Unidos de América.
Se encuentra abierto diariamente sin cargo.

## Historia
Fue creado en 1935.

## Colecciones
El jardín botánico de 20 hectáreas (50 acres), alberga 14 jardines diferenciados en los que se encuentran una amplia variedad de plantas ornamentales, de interés económico, y plantas nativas, dispuestas en :
- Container Gardens - Plantas ornamentales que se encuentran en macetas para su mejor conservación, tales como Agastache foeniculum, Agave, Alocasia esculenta, Amaranthus, Canna × generalis, Celosia, Coleus, Colocasia, Cordyline, Cuphea, Cicadas, Duranta erecta, Eucalyptus cinerea, Fuchsia, Hibiscus acetosella, Iresine, Lantana camara, Melianthus major, Perilla frutescens, Phormium tenax, Salpiglossis sinuata, and Solenostemon scutellarioides.

- Deans Garden - plantas herbáceas y leñosas, muy raras en la zona de Ithaca, tales como Vancouveria hexanra y Stuartia pseudocamellia.

- Decorative Arts Flower Garden - con una amplia variedad de flores entre las que se incluyen girasoles, claveles, rosa, amapola, peonía, iris, lirios, chrysanthemum, margaritas, y tulipanes.

- Flowering Shrub and Ornamental Grass Garden - arbustos de flor, hierbas ornamentalesy plantas perennes, entre ellas lirios de un día. Los arbustos incluyen Hypericum, Hydrangea, y Potentilla; hierbas como Calamagrostis, Chasmanthium latifolium, Festuca, Miscanthus, Molinia, Panicum virgatum, Pennisetum alopecuroides, y Saccharum ravennae.

- Groundcover Garden - plantas que cubren el terreno incluyen Asarum, Athyrium, Cyclamen hederifolium, Dryopteris, Helleborus orientalis, Hosta, Lysimachia, Marrubium, y Pachysandra.

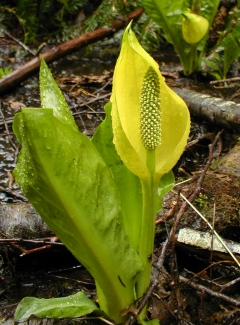
El endemismo "Western Skunkcabbage"(Lysichiton americanus).

- Herb Garden - Jardín de hierbas con 17 arriates, en los que se exhiben: Hierbas Ornamentales; Hierbas de la Antigüedad; Hierbas en la Literatura; Hierbas para las abejas; Ensaladas y aliños; Flores comestibles; Hierbas de los nativos americanos; Hierbas Medicinales; Hierbas Culinarias; Hierbas de interés económico; Hierbas sumergidas; Hierbas para Tés; Hierbas Fragrantes; Hierbas Sagradas; Geranios de olor; Hierbas con semillas saborizantes; y plantas para arreglos florales.

- Heritage Vegetable Garden - jardín de los vegetales del acervo cultural, con cuatro arriates, representando las berzas típicas en los cultivos del noreste de los Estados Unidos, en el siglo XVIII, a finales de 1800, Primera Guerra Mundial y en la Segunda Guerra Mundial, y jardines en la actualidad.

- International Crop and Weed Garden - plantas económicamente importantes y dedicadas a cultivo para cosecharlas, con plantas de todo el mundo, incluyendo bananas, caña de azúcar, café, té, sorgo, algodón, céspedes, y forrajeras.

- Peony and Sun Perennial Garden - más de 90 cultivares de peonias, además de la exhibición de cultivares recientes de plantas perennes de pleno sol.

- Poisonous Plants Garden Plantas venenosas para las personas y el ganado que pasta en los campos, entre ellas:Chelidonium, Cicuta, Digitalis, Lobelia, Phytolacca, y ruibarbo.

- Rhododendron and Woodland Perennial Garden - cientos de rhododendron y azaleas, distribuidas entre pinos blancos, helechos, hostas, etc.

- Rock Garden - rocalla, incluyendo Aethionema, Arenaria, Aubrieta, Cymbalaria, Dianthus, Erigeron, Globularia, Houstonia, Leiophyllum, Linaria, Penstemon, Pulsatilla, Sedum, Silene, Veronica, etc.

- Wildflower Garden - flores silvestres incluyen Lysichiton americanus, Lysichiton camtschatcense, Symplocarpus foetidus, lirio de la trucha, maravilla del pantano, y trillium.

- Winter Garden - plantas interesantes en todas las estaciones, incluyen cornejos, sáuces, abedules, Crataegus, y coníferas enanas y de tamaño medio.

- Woodland Streamside Garden - una pasarela a través de un humedal en el que se pueden observar helechos reales, iris, y primulas japonesas.

La "Cornell Plantations" también administra además unas 1400 hectáreas (3500 acres) de áreas naturales biológicamente diversas incluyendo humedales, pantanos, cañones, páramos, prados, y bosques.